# Ketonsynthese von Gilman und van Ess
Bei der Ketonsynthese von Gilman und van Ess handelt es sich um eine Namensreaktion in der Organischen Chemie, die nach Henry Gilman  (1893–1986) und Paul R. van Ess benannt und 1933 veröffentlicht wurde. Die Reaktion ist eine Methode, um aus einer Carbonsäure ein Keton zu erhalten.

## Übersichtsreaktion
Die Carbonsäure wird durch Umsetzung mit einer Lithiumalkyl-Verbindung und anschließender Hydrolyse zu einem Keton umgewandelt:

## Mechanismus
Im ersten Schritt reagiert die Carbonsäure mit einer Lithiumalkyl-Verbindung, wobei die Carbonsäure deprotoniert wird und das Sauerstoff-Atom der  Alkoholgruppe das Lithium-Atom angreift. Danach wird eine weitere Lithiumalkyl-Verbindung addiert, wobei sich das Lithium-Atom an dem Sauerstoff-Atom der Carbonylgruppe anlagert. Das Alkoholat wird protoniert und hydrolysiert. Im letzten Schritt wird Wasser abgespalten und es entsteht ein Keton.